# Henderson, Illinois
Henderson je vas v Okrožju Knox v ameriški zvezni državi Illinois.
Po popisu prebivalstva iz leta 2000 v naselju živi 319 ljudi na 0,7 km².